# Grigore Brâncoveanu
Grigore Brâncoveanu (n. 1767 – d. 1832) a fost mare ban la începutul secolului al XIX-lea.

## Biografie
Tatăl său a fost Emanuel Brâncoveanu, descedent din familia Brâncoveanu, și strănepotul lui Constantin Brâncoveanu.
Grigore Brâncoveanu s-a căsătorit cu Safta Balș: cuplul nu a avut copii, dar a adoptat-o pe Zoe Mavrocordat, nepoata Saftei. A ajuns caimacam al Țării Românești în 1818. Zoe a avut un fiu numit Grigore Bibescu, pe care banul Grigore l-a adoptat, ca să ducă mai departe numele familiei Brâncoveanu. El este ultimul descendent pe linie masculină a Brâncovenilor.